# Andrômeda XI
Andrômeda XI (And 11) é uma galáxia anã esferoidal que está localizada a cerca de 2,6 milhões de anos-luz de distância do Sol na constelação de Andrômeda. Esta galáxia foi descoberta em 2006, Andrômeda XI é uma galáxia satélite da Galáxia de Andrômeda (M31).